# Allondon
Der Allondon ist ein rund 18 Kilometer langer rechter Nebenfluss der Rhone. Er entspringt in Frankreich, im Gemeindegebiet von Échenevex. Die Mündung befindet sich bei La Plaine, auf dem Gemeindegebiet von Dardagny in der Schweiz westlich von Genf. Der Allondon entwässert einen Abschnitt des Pays de Gex mit einem Einzugsgebiet von 148 km², wovon sich 11 km² auf Schweizer Boden befinden.

## Geographie

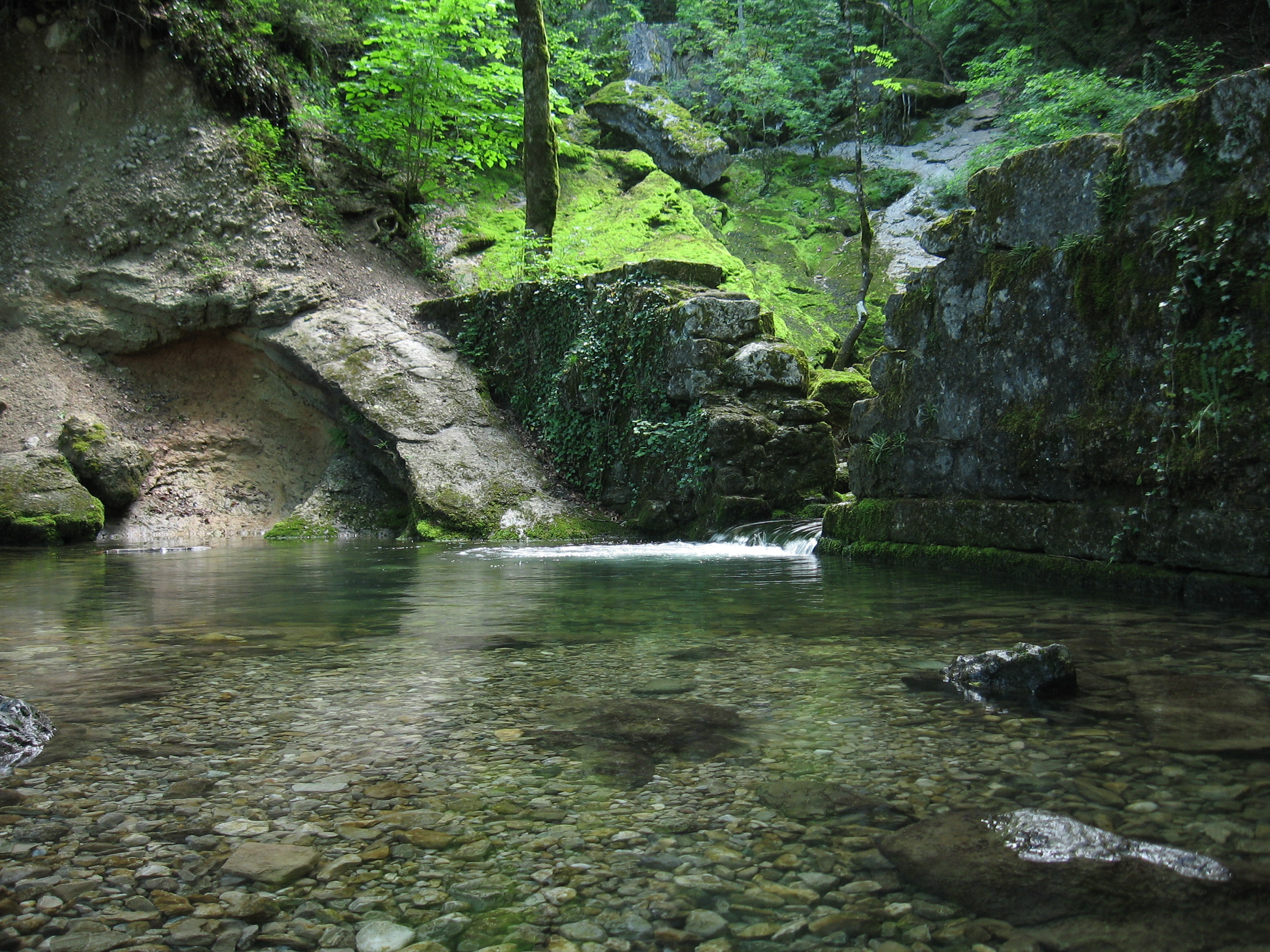
Karstquelle des Allondon

Die Karstquelle des Allondon liegt in einem bewaldeten Tal auf 580 m am Jurafuss unterhalb des Colomby de Gex beim Weiler Naz-dessus der Gemeinde Échenevex im französischen Département Ain. Der Allondon fliesst südwärts durch ein leicht in die Hänge am Jurafuss eingeschnittenes Kerbtal, bevor er in das von quartären Ablagerungen geprägte Becken von Genf hinaustritt.
Kurz bevor der Allondon die Schweizer Grenze erreicht, mündet von links der Lion, der bedeutendste Nebenfluss. Die beiden Fliessgewässer führen im Allgemeinen ähnlich viel Wasser mit sich. Der Lion mit seinem Quellbach Journans (Ursprung im Hochjura ebenfalls am Colomby de Gex) hat bis hierher jedoch mit 20 Kilometer bereits eine deutlich längere Wegstrecke zurückgelegt als der Allondon (8,5 Kilometer).
Unterhalb von Saint-Genis-Pouilly tieft sich der Allondon allmählich in die Umgebung ein und bildet zunächst auf zwei Kilometer die Staatsgrenze zwischen Frankreich und der Schweiz, bevor er ganz auf Schweizer Gebiet (Kanton Genf) übertritt. Hier fliesst er in einem bis zu 500 Meter breiten und rund 50 Meter in die Plateaus des Genfer Beckens eingesenkten Tal, bevor er bei La Plaine in die Rhône mündet (350 m ü. M.).
Bedeutende Seitenbäche sind neben dem Lion die Allemogne und die Roulavaz, welche beide die steilen Südosthänge des Juras im Bereich dessen höchster Erhebungen von Crêt de la Neige und Reculet entwässern.

## Hydrologie
Der Allondon besitzt ein nivopluviales Abflussregime mit stark schwankendem Wasserstand. Hochwasser können im Frühling während der Schneeschmelze im Jura sowie im späteren Verlauf des Jahres bei starken Gewittern oder langanhaltenden Niederschlägen auftreten. Bei starken Hochwassern (beispielsweise im Februar 1990 verursacht durch starke Schneeschmelze im Jura in Kombination mit ergiebigen Regenfällen) können Abflussmengen von mehr als 100 m³/s erreicht werden. Demgegenüber beträgt die mittlere Abflussmenge bei Niedrigwasser nur gerade 0,6 m³/s.

## Naturschutz
Der rund sechs Kilometer lange Schweizer Abschnitt des Allondon-Tals steht seit 1968 unter Naturschutz und gehört zu den Naturschutzgebieten von nationaler Bedeutung (Auengebiet). Der Lauf des Allondon befindet sich in natürlichem Zustand. Der gesamte Talboden ist mit Schwemmmaterial des Flusses ausgefüllt, das teilweise durch Busch- und Waldvegetation befestigt ist. Andernorts gibt es grosse Kiesflächen. Der Fluss, der sich weitgehend frei im Talboden bewegen kann, verlagert nach jedem Hochwasser seinen Lauf, schüttet neue Kiesbänke auf und trägt sie anderswo wieder ab.
Das Tal des Allondon gilt als beliebtes Ausflugsziel und Naherholungsgebiet für die Stadt Genf. Verschiedene Wanderwege laden zur Erkundung der Natur ein. Bei Malval befindet sich ein Naturschutzzentrum («Centre nature Les Granges»).

## Flora und Fauna
Das milde Klima und die optimale Ausrichtung des Tals (Nord-Süd) ermöglichten die Entwicklung einer teilweise mediterranen Vegetation. Im Tal gibt es zahlreiche Magerwiesen mit seltenen Pflanzenarten, rund 20 verschiedene Orchideenarten, viele Edelkastanien und Robinien. Der Allondon selbst ist fischreich, wobei die Forellen und die Äschen die grössten Populationen ausmachen. Das natürliche Flusstal bietet Lebensräume und Schlupfwinkel für seltene Vogelarten (Eisvogel, Wasseramsel, Gebirgsstelze, Grasmücke, Weidenmeise) und Reptilien.

## Geschichte
Die erste urkundliche Erwähnung des Allondon erfolgte 1397 unter der Bezeichnung Aqua de Alandons; im 18. Jahrhundert erschien auf gewissen Karten der Name La London, und noch heute wird der Fluss auf französischen Kartenwerken teilweise als Allandon bezeichnet. Der Name stammt ursprünglich aus vorkeltischer Zeit und bedeutet lebendiges Wasser.
Im 18. Jahrhundert wurde die Wasserkraft des Allondon für den Betrieb einer Papiermühle genutzt. Bei der Einmündung der Roulavaz wurde im 19. Jahrhundert eine Asphaltmine ausgebeutet. Das Projekt eines Stausees zwischen Dardagny und Russin wurde 1938 aufgegeben.
In den 1940er Jahren arbeiteten die Elektrizitätswerke von Genf an einem Projekt für eine Staumauer im Tal des Allondon. Hunderte wehrten sich gegen diese Pläne, um den letzten Fluss mit Forellen im Kanton zu schützen. Auch in der zweiten Hälfte der 1970er Jahre waren es vor allem Fischer, die auf die Verschmutzung des Gewässers aufmerksam machten und so einen effektiven Naturschutz einleiteten.